# جيم بارنت
جيم بارنت (بالإنجليزية: Jim Barnett)‏ هو شخصية أعمال أمريكي، ولد في 9 يونيو 1924 في أوكلاهوما سيتي في الولايات المتحدة، وتوفي في 18 سبتمبر 2004 بسبب ذات الرئة.